# Gitternord

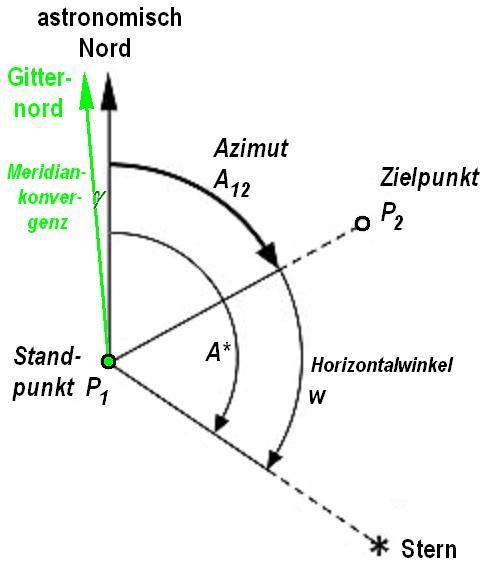
Astronomische Azimute beziehen sich auf geografisch, genauer astronomisch, Nord, geodätische jedoch auf Gitternord. Die Differenz beträgt bei Gauß-Krüger-Koordinaten einige Grad und wird als Meridiankonvergenz γ bezeichnet.

Als Gitternord wird in der Geodäsie und Kartografie eine Bezugsrichtung definiert, die parallel zur Gitterlinie eines geodätischen Koordinatensystems verläuft.
Am Bezugsmeridian des Gitters weist Gitternord in der Regel zum geografischen Nordpol der Erde, also in die geografische Nordrichtung (geografisch-Nord). An Orten abseits des Bezugsmeridians zeigen die Gitterlinien mit konstantem Rechts- bzw. Eastwert nicht nach geografisch-Nord, sondern nach Gitternord. Die Abweichung zwischen geografisch- und Gitter-Nord bezeichnet man als Meridiankonvergenz.
Die Meridianbilder in einer geodätischen oder kartografischen Abbildung der Erde müssen keine Geraden sein, sondern können auch krummlinig verlaufen. Streng genommen ist damit die Aussage falsch, dass Norden in einer Landkarte immer oben ist.

## Meridianstreifensysteme

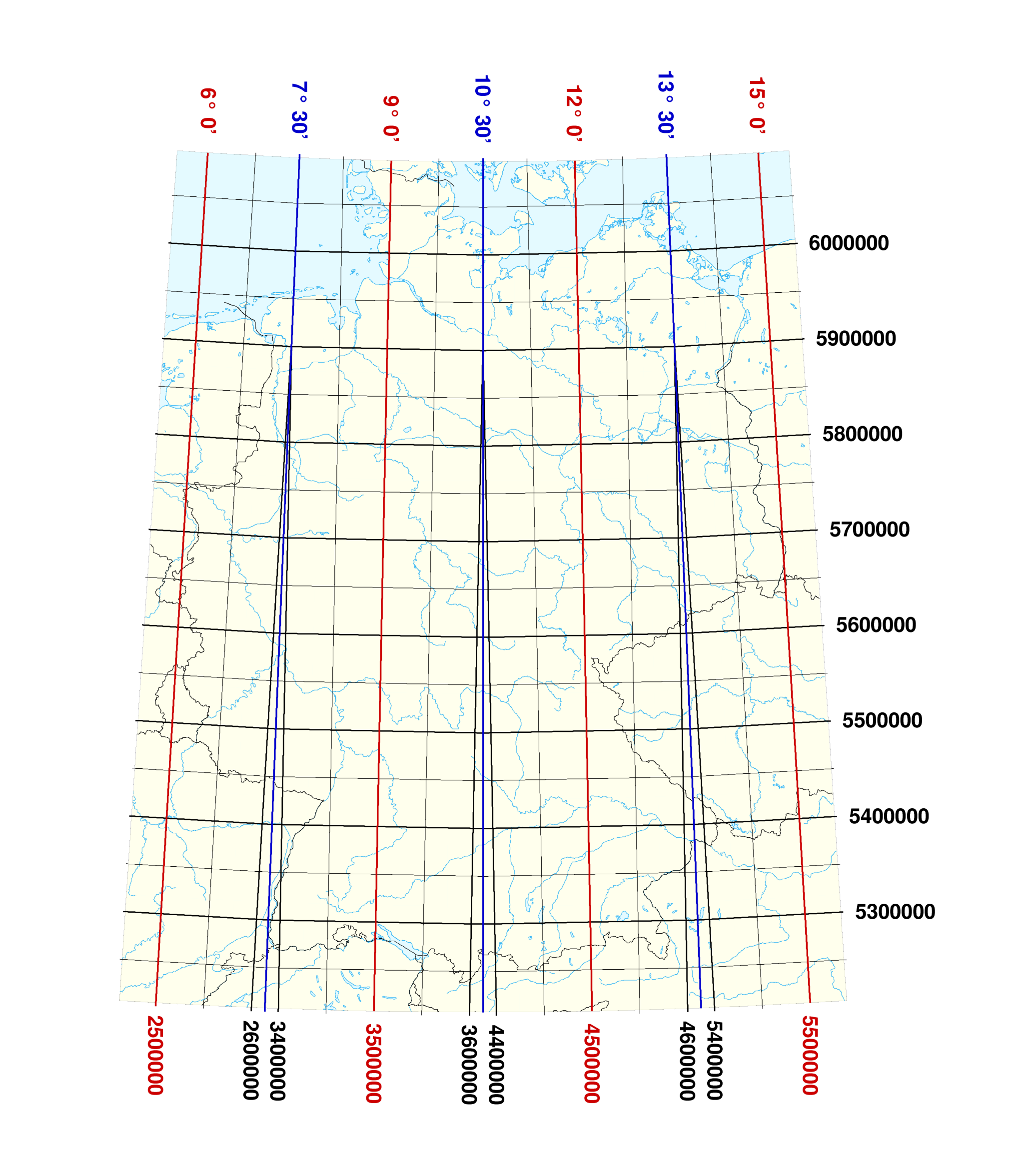
Ein Raster im Gauß-Krüger-Koordinatensystem mit einem Linienabstand von 50 km über eine Deutschlandkarte gelegt.
Die roten Linien markieren die Mittelmeridiane, die blauen Linien die Ränder der Meridianstreifen

Die wichtigsten dieser in Nord-Süd-Streifen angelegten Koordinatensysteme sind das Gauß-Krüger- und das UTM-Koordinatensystem. Die Mittelachse dieser 300 bis 500 km breiten Meridianstreifen, der Bezugs-, Mittel- oder Zentralmeridian, ist zwar genau nach Norden  orientiert, ost- und westlich davon werden jedoch die Parallelen zu ihm (in der geodätischen Abbildung betrachtet) als Bezugsrichtung genommen. Sie tragen den Namen Gitternord.
Die Wahl solcher Meridianstreifen zur Berechnung von Vermessungsnetzen hängt mit der Unmöglichkeit zusammen, eine zweifach gekrümmte Fläche wie das Erdellipsoid verzerrungsfrei in die Ebene abzubilden. Ein anschauliches Bild hierfür ist das streifenförmige Schälen einer Orange: die Spitzen treffen sich zwar in den „Polen“, beim Ausbreiten in die Ebene der Tischplatte jedoch reißen die Ränder ein.
Um diese naturgegebenen Verzerrungen für die Landesvermessung und die Kartografie gering zu halten, verwendet man nur Meridianstreifen mit einer Ausdehnung von 3° bzw. 6°  Längendifferenz, was über die ganze Erde 120 bzw. 60 Streifensysteme bedeutet. In diesen Koordinatensystemen werden die meisten großmaßstäblichen, topographischen Landkarten erstellt sowie alle Grenzpunkte und Gebäude für amtliche Zwecke verortet.

## Gitternord in Gauß-Krüger und UTM
Jeder einzelne Streifen hat als „Null-Richtung“ seinen Zentral- oder Mittelmeridian (für Deutschland z. B. 6° oder 12° östlich von Greenwich, für Österreich 28°, 31° oder 34° östlich von Ferro). Die Richtungen innerhalb jedes Streifens beziehen sich nun alle auf diesen Bezugsmeridian; von geografisch Nord weichen sie annähernd um folgenden Winkel ab:
{\displaystyle \gamma \approx \Delta \lambda \cdot \sin \varphi }
mit
- dem Unterschied {\displaystyle \Delta \lambda } eines Punktes zum Bezugsmeridian hinsichtlich der geografischen Länge
- der geografischen Breite {\displaystyle \varphi } des Punktes.

Der Winkel {\displaystyle \gamma } heißt Meridiankonvergenz und drückt mit seiner Abhängigkeit von der geografischen Breite das Zusammenrücken der Meridiane aus, wenn man sich einem der Pole nähert. Er kann die halbe Streifenbreite erreichen, d. h. in Mitteleuropa ±1,5° bzw. ±3°.
Anders als o. a. Näherungsformel erfordert die genaue Berechnung ellipsoidische Reihenentwicklungen für die Lösung  elliptischer Integrale, doch existieren hierfür viele frei verfügbare Computerprogramme.